# Washington (Connecticut)
Washington es un pueblo ubicado en el condado de Litchfield en el estado estadounidense de Connecticut. En el año 2005 tenía una población de 3.693 habitantes y una densidad poblacional de 37 personas por km².

## Geografía
Washington se encuentra ubicada en las coordenadas 41°39′12″N 73°19′06″O / 41.65333, -73.31833.

## Demografía
Según la Oficina del Censo en 2000 los ingresos medios por hogar en la localidad eran de $65,288, y los ingresos medios por familia eran $80,745. Los hombres tenían unos ingresos medios de $51,610 frente a los $35,337 para las mujeres. La renta per cápita para la localidad era de $37,215. Alrededor del 3.3% de la población estaban por debajo del umbral de pobreza.